# Constantinesco (automòbil)

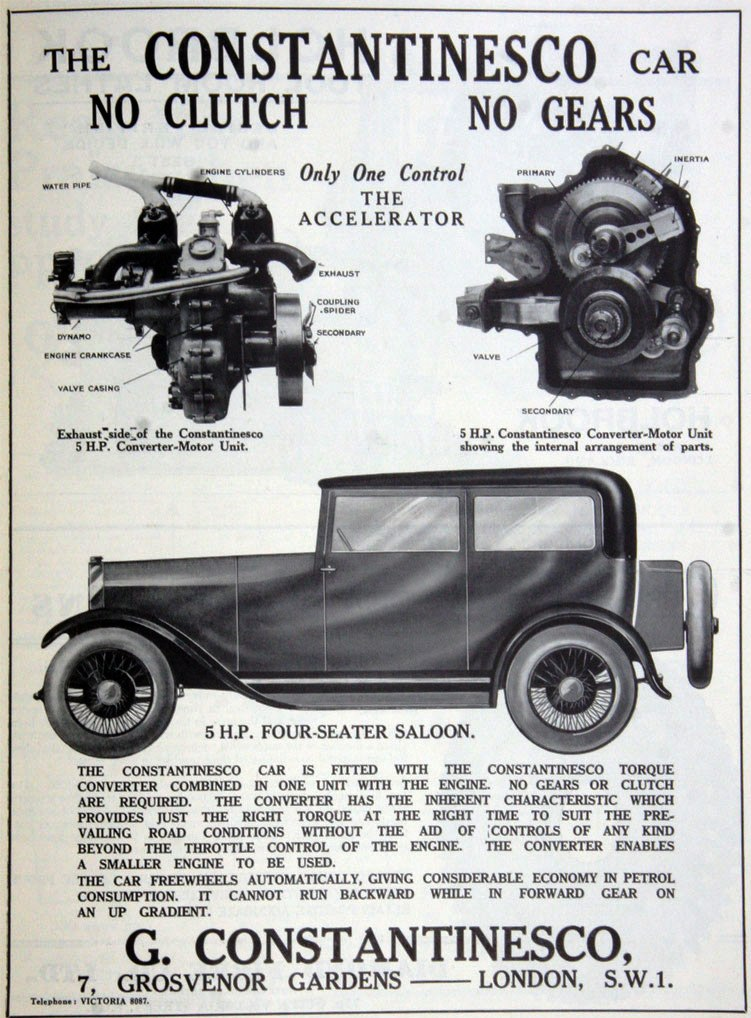
Constantinesco

El Constantinesco va ser un automòbil britànic-francès produït del 1926 al 1928. Va ser construït per George Constantinesco, un enginyer i inventor de Romania, que havia guanyat fama per la seva invenció d'una versió millorada d'un engranatge de sincronització de metralladores (un dispositiu que permet disparar les metralladores muntades en un avió a través de l'hèlix sense colpejar les pales mateixes) que substituïa els maldecaps mecànics que abans s'havien utilitzat amb un dispositiu hidroestàtic basat en el seu Novel·la teoria del sonic, o "transmissió d'ones".

## Convertidor de parell mecànic
La inspiració del cotxe va ser la invenció de Constantinesco del 1923 del convertidor de parell mecànic "de masses oscil·lants", que va substituir el canvi de velocitat maldestre per una transmissió suau, altament eficient i contínua. La relació de transmissió va ser determinada per l'oscil·lació d'un pèndol, i l'extensió de les oscil·lacions està determinada per la massa del pèndol, l'enginyós enganxament i les dimensions en combinació amb el parell i la velocitat del motor i les rodes de carretera.
Es va utilitzar un convertidor de parell oscil·lant per eliminar la necessitat d'una transmissió complexa d'automòbils amb engranatges pesats que requerien engranatges de canvi i podrien ser ineficients. En comparació amb un cotxe similar amb transmissió basada en engranatges, el Constantinesco necessitava un motor substancialment més petit, en general era més lleuger i era més eficient en el consum de combustible. Al cotxe, el convertidor de parell mecànic es va plasmar en un motor biplaça de dos cilindres de 494 cc del seu propi disseny, on es muntava entre els cilindres del motor.

## Desaparició
El cotxe es va construir a París amb la caixa de canvis (a l'eix posterior de marxa, neutre i marxa enrere) construït a Anglaterra. Va ser exposada al Saló de l'Automòbil de París de 1926, però només se'n van fer algunes. General Motors va signar un acord de benefici "lucratiu" per fabricar els convertidors de parell, donant a Constantinesco un avançament de royalties de 100.000 dòlars, però no en va fabricar cap, deixant l'inventor profundament en deute i el convertidor de parell mecànic es va deixar de banda.